# Tripteroides atripes
Tripteroides atripes är en tvåvingeart som först beskrevs av Frederick Askew Skuse 1889.  Tripteroides atripes ingår i släktet Tripteroides och familjen stickmyggor. Inga underarter finns listade i Catalogue of Life.